# Nolana peruviana
Nolana peruviana är en potatisväxtart som först beskrevs av Gaud., och fick sitt nu gällande namn av Ivan Murray Johnston. Nolana peruviana ingår i släktet cymbalblommor, och familjen potatisväxter. Inga underarter finns listade i Catalogue of Life.